# MG 34
Maschinengewehr 34 (skrajšano MG 34) je nemški mitraljez. Šteje se za prvi pravi univerzalni mitraljez. Med drugo svetovno vojno je bil glavni mitraljez nemške vojske, leta 1942 se mu je pridružil tudi MG 42, ki ga nikoli ni v celoti zamenjal.

## Uporabniki
- Tretji rajh: Ob začetku vojne leta 1939 je imela Nemčija na razpolago okoli 50.000 mitraljezov MG 34.[4]

- Slovenski partizani[6]
- Ustaši

## Galerija
- Nemški vojak na vzhodni fronti, 1942
- Nemški padalec nekje v Italiji, september 1943
- Partizanski borci Ljubljanske brigade, 1944
- Pripadnika Volkssturma v boju proti sovjetski vojski, februar 1945
- Ustaši na skupinski fotografiji z osmimi mitraljezi MG 34
- MG 34 na trinožnem podstavku - lafeti (zgoraj) in kot puškomitraljez (spodaj)